# کانادا در المپیک تابستانی ۲۰۰۰
کانادا در بازی‌های المپیک تابستانی ۲۰۰۰ که در شهر سیدنی برگزار شد، کاروان کانادا با ۲۹۴ ورزشکار در این رقابت‌ها شرکت کرد و موفق به کسب ۱۴ مدال (۳ طلا، ۳ نقره، ۸ برنز) شد. در جدول رتبه‌بندی توزیع مدال‌ها، کانادا در ردهٔ ۲۴ مسابقات قرار گرفت.